# Bistum Apartadó
Das Bistum Apartadó (lat.: Dioecesis Apartadoënsis, span.: Diócesis de Apartadó) ist eine in Kolumbien gelegene römisch-katholische Diözese mit Sitz in Apartadó.

## Geschichte
Das Bistum Apartadó wurde am 18. Juni 1988 durch Papst Johannes Paul II. mit der Päpstlichen Bulle Quo aptius aus Gebietsabtretungen des Bistums Antioquía errichtet. Es ist dem Erzbistum Santa Fe de Antioquia als Suffraganbistum unterstellt.

## Bischöfe von Apartadó
- Isaías Duarte Cancino, 1988–1995, dann Erzbischof von Cali
- Tulio Duque Gutiérrez SDS, 1997–2001, dann Bischof von Pereira
- Germán Garcia Isaza CM, 2002–2006
- Luis Adriano Piedrahíta Sandoval, 2007–2014
- Hugo Alberto Torres Marín, 2015–2023, dann Erzbischof von Santa Fe de Antioquia
- Carlos Alberto Correa Martínez, seit 2024